# Guldmusen
För gnagaren, se guldmus.
Guldmusen är ett pris inom den svenska IT-branschen som mellan 1996 och 2010 delades ut årligen till personer och företag som hade gjort förtjänstfulla insatser. Priset var det mest prestigefyllda IT-priset i Sverige. Ann-Marie Nilsson var den första mottagaren av priset i kategorin IT-person.
Bakom priset stod tidningarna Affärsvärlden och Computer Sweden samt för olika priskategorier även IT-Företagen, Exportrådet och fackförbundet Sif. Guldmusens priskategorier varierade något under åren.